# Limnothrissa
Limnothrissa is een monotypisch geslacht van straalvinnige vissen uit de familie van de haringen (Clupeidae).

## Soort
- Limnothrissa miodon (Boulenger, 1906)